# Косоур

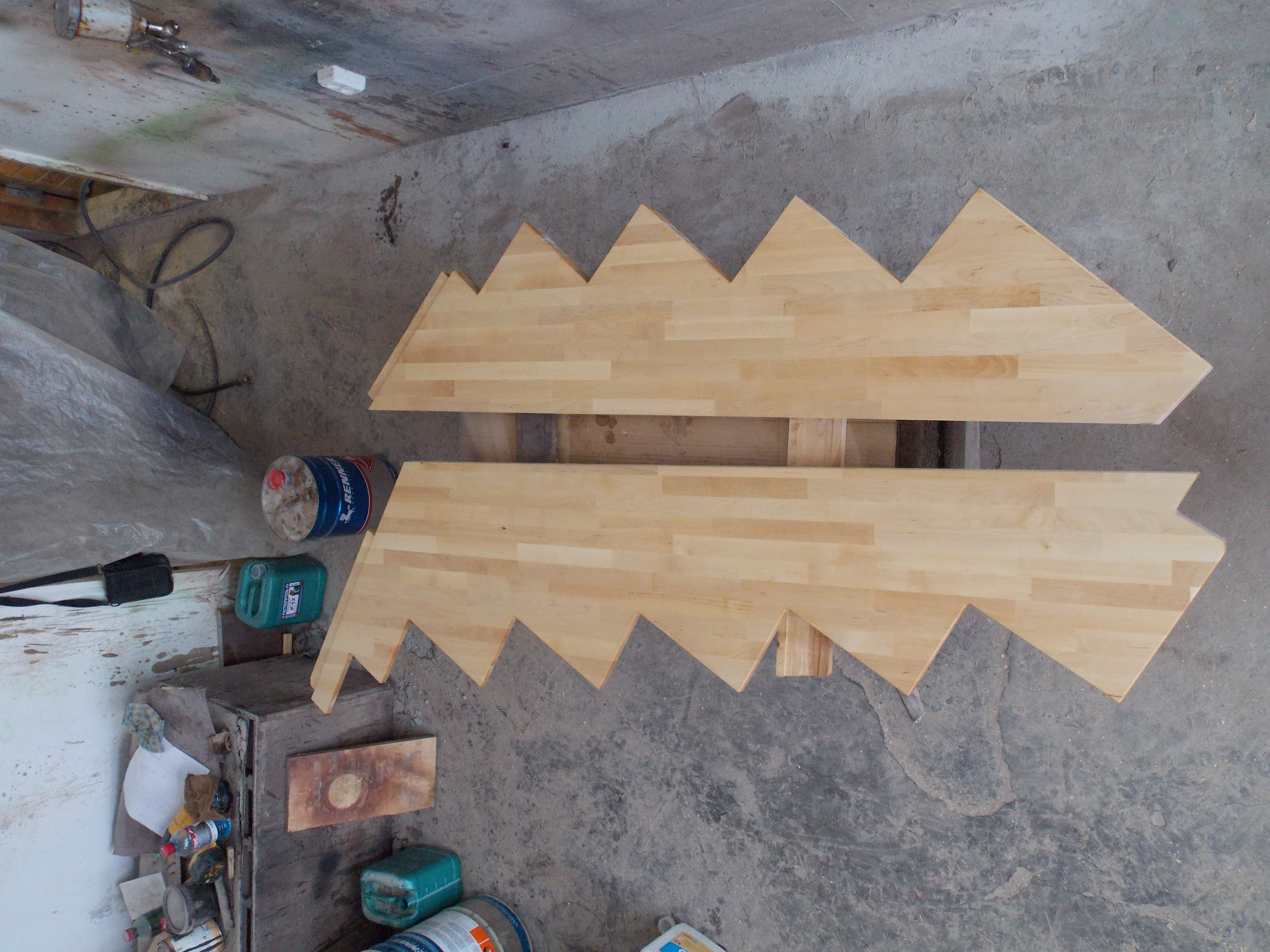
Деревянные косоуры

Косоу́р (нем. Treppenwange) — это несущий элемент или сердечник лестничного полотна, наклонно размещённая балка, перекинутая между площадками лестницы, на которую укладываются ступени лестничного марша каменных или железобетонных лестниц. В деревянных лестницах такая конструкция называется тетивой лестницы. Представляет собой балки (бруски) с определённым сечением и гребёнкой в верхней плоскости, в боковой проекции лестницы виден торец (бок) ступени. Тетива (косоур) — это бревно-плаха (обычно две), в которые врезаются ступени лестницы. В косоурах ступени крепятся сверху в предварительно подготовленные запилы.

## Классификация лестниц по характеристикам косоуров

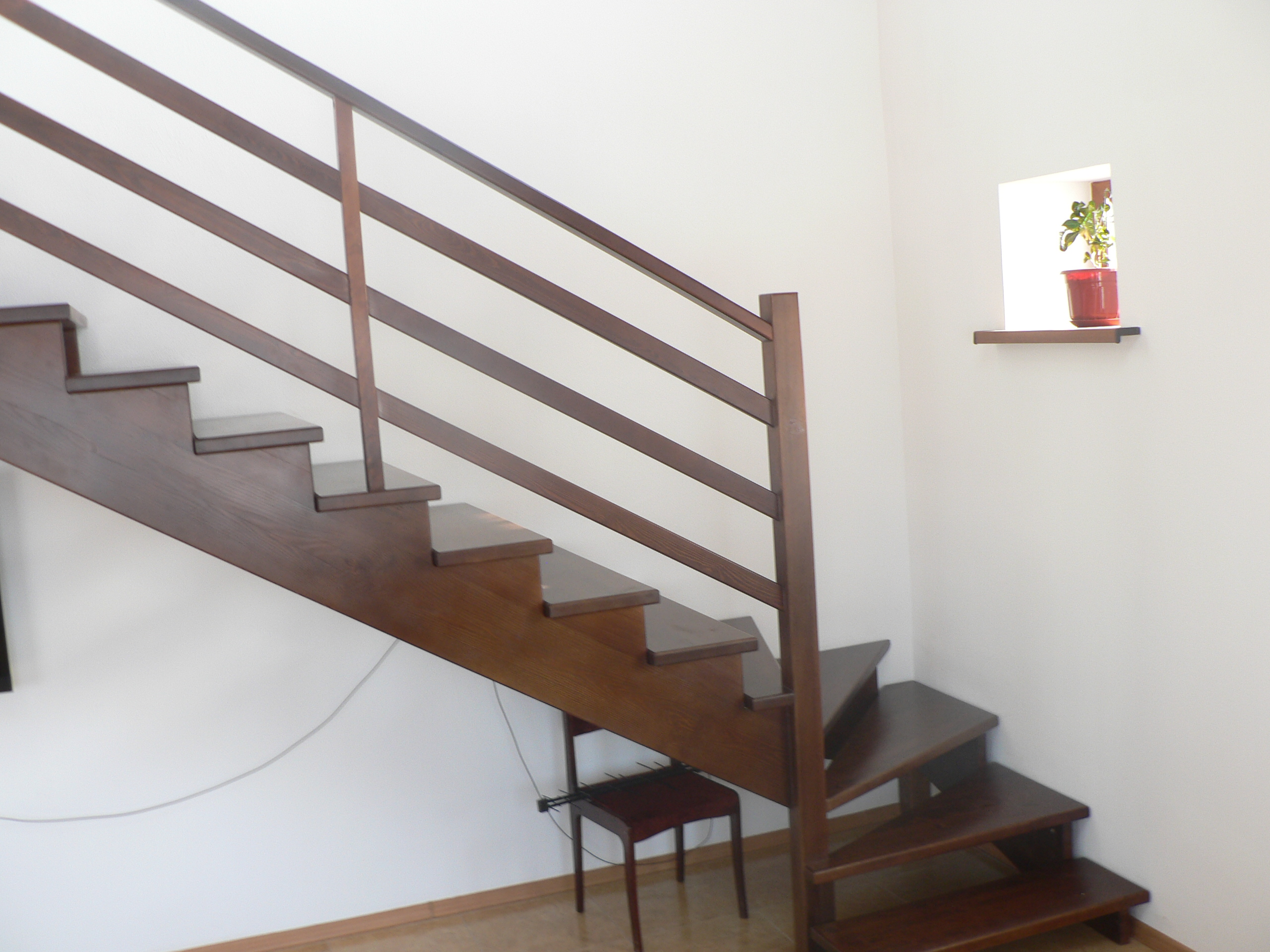
Лестница на двух косоурах.

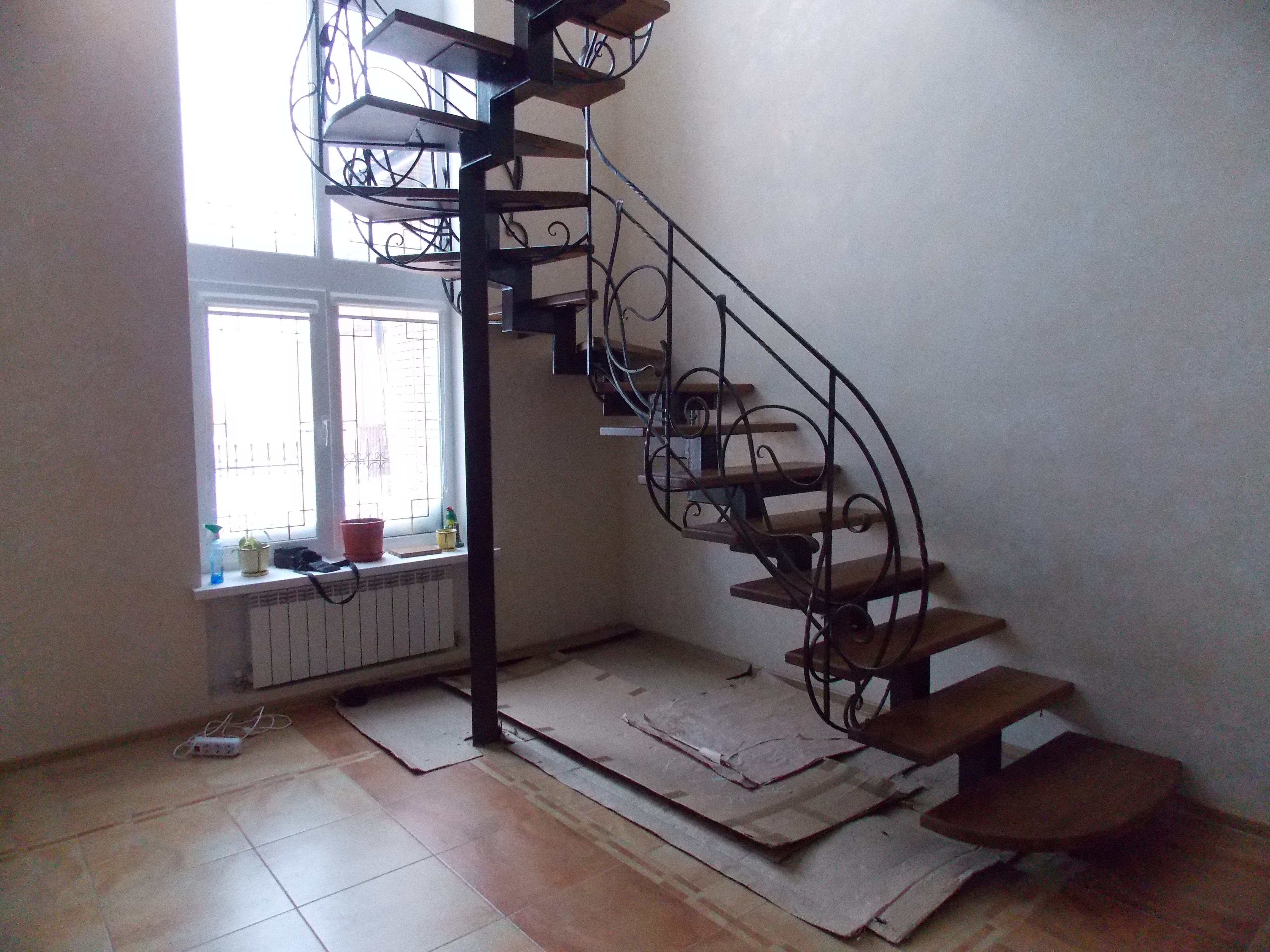
Лестница с центральным косоуром

### Классификация лестниц по количеству косоуров
- лестницы на одном косоуре (монокосоуре)
- лестницы на двух косоурах (классические)
- лестницы на трёх и более косоурах (сложные поворотные конструкции).

### Классификация тетив по способу крепления (заделки) ступеней
- с креплением ступеней в разрез балки
- с креплением ступеней на прибоины
- с креплением ступеней на опорные бруски.

### Классификация тетив по материалу
- деревянные
- металлические
- комбинированные (композитные).

## Технология изготовления
1. Методом сборки. Изготавливают балку (заготовку) по проектным размерам. Отдельно изготавливают треугольники, размеры которых обусловлены шагом подъёма и шириной проступи. Далее треугольники соединяют с балкой и в итоге получается косоур. В современном строительстве данный способ практически не используется, в виду значительной трудоёмкости процесса.
2. Методом раскроя (выпиливания). С помощью станка с ЧПУ или посредством ручного распила в доске подготавливаются специальные пазы по заданным параметрам, на которые в дальнейшем будут установлены ступени. Более эффективный и точный способ изготовления.